# 無宿人別帳
『無宿人別帳』（むしゅくにんべつちょう）は、松本清張が1958年7月に出版した短編集。および当該短編集に収録された短編小説「逃亡」などを原作とする映画。

## 短編集『無宿人別帳』
- 松本清張による時代小説短編集。無宿者（江戸時代において戸籍帳簿に名前の記載されなかった者）を各話の主人公としている。同タイトルで『オール讀物』1957年9月号から1958年8月号まで連載され、1958年7月、新潮社より単行本が刊行された。
- 収録作品は以下の通り。
  - 『町の島帰り』（オール讀物・1957年9月号）
  - 『海嘯』（オール讀物・1957年10月号）
  - 『おのれの顔』（オール讀物・1957年11月号）
  - 『逃亡』（オール讀物・1957年12月号）　※同じ著者による長編『逃亡』とは別作品
  - 『俺は知らない』（オール讀物・1958年1月号）
  - 『夜の足音』（オール讀物・1958年2月号）
  - 『流人騒ぎ』（オール讀物・1958年3・4月号）　※4月号掲載分の題は『抜け舟』、単行本化時に『流人騒ぎ』と併合
  - 『赤猫』（オール讀物・1958年5月号）
  - 『左の腕』（オール讀物・1958年6月号）
  - 『雨と川の音』（オール讀物・1958年7・8月号）　※7月号掲載分の題は『なかま』、単行本化時に『雨と川の音』と併合
- 収録作品中、『町の島帰り』『俺は知らない』『流人騒ぎ』『赤猫』『左の腕』『雨と川の音』がテレビドラマ化されている。

## エピソード
- 評論家・庶民文化研究家の加太こうじは「無宿人別帳という帳簿はない。松本清張が作家になって数年後に書いた『無宿人別帳』は、戸籍簿から除外された無宿者に対して、温かい眼をもって、かれらのうしなわれた戸籍をふたたび作るようなつもりで書いたと思える無宿者銘々伝のような短編集の総称であり、清張の造語である。戸籍のないかれらに戸籍を復活してやろうという気持からそう題したと思われる」と述べている[1]。
- 小説家の阿刀田高は「（『無宿人別帳』の）連載が始まる年の一月号の『オール讀物』に『佐渡流人行』を書いています。きっと、これなら連作にできそうだと思ったのでしょう」と述べている[2]。
- 作品の内の『左の腕』は落語家の三代目桂三木助が同名の題名で[3]、また二代目橘家文蔵が松本清張の許可を得たうえで、『飴売り卯助』と改作したうえで落語の演目としている。二代目文蔵の没後、弟子である三代目橘家文蔵が二代目が遺したノートや録音を再構成のうえで、2019年にネタ下ろしし、自身の持ちネタとしている。また、二代目文蔵の弟子（三代目文蔵の兄弟子）である林家正雀も同様に『左の腕』として演じている[4]。

## 映画
清張の短編『佐渡流人行』のストーリーをベースに、『無宿人別帳』収録の、佐渡を舞台とする短編「逃亡」の設定をまじえ、脚色した作品。弥十郎・くみ・喜助・小十郎などは「佐渡流人行」に、新平などは「逃亡」に基づいている。横内は「佐渡流人行」とは異なり改革派の奉行とされている。DVD化されている。

### キャスト
- 佐田啓二（宗像弥十郎）
- 岡田茉莉子（くみ）
- 田村高廣（横内主膳）
- 二本柳寛（黒塚喜助）
- 長門裕之（占部小十郎）
- 三國連太郎（新平）
- 津川雅彦（仙太）
- 宮口精二（卯助）
- 中村翫右衛門（清兵衛）
- 伴淳三郎（長次郎）
- 岩本美代（おみよ）
- 左幸子（おりん）
- 富田仲次郎（定五郎）
- 渥美清（市兵衛）
- 三上真一郎（吉助）
- 辰巳八郎（権次郎）
- 川辺久造（彦兵衛）
- 天王寺虎之助（八蔵）
- 小堀明男（加賀谷庄右衛門）
- 安住譲（加賀谷庄吉）
- 須賀不二男（北村惣兵衛）
- 永田光男（大久保左内）
- 西村晃（柏木平六）
- 山路義人（広沢文之丞）
- 河原崎次郎（片岡求馬）
- 高野真二（荒川隼人）

他

### スタッフ
- 監督：井上和男
- 製作：白井昌夫
- 脚本：小国英雄
- 撮影：堂脇博
- 音楽：池田正義
- 編集：太田和夫
- 美術：芳野尹孝
- 照明：一瀬与一郎
- 録音：高橋太朗

## テレビドラマ

### 流人騒ぎ

#### 1958年版
1958年8月7日に日本テレビ系列「新劇アワー」枠（木曜19：30 - 20：00）にて放送。
キャスト
- 奥野匡
- 垂水悟郎
- 芦田伸介
- 荒木道子

スタッフ
- 脚本：戌井市郎
- 演出：秋田英雄

#### 2015年版
2015年4月7日に「BSジャパン開局15周年特別企画・松本清張ミステリー時代劇」（火曜21：00 - 21：54）の第1話として放送。
キャスト
- 忠五郎：武田真治
- くす：福田沙紀
- 源右衛門：新井康弘
- てご：遊井亮子
- 栄造：山崎画大
- 軍蔵：大浦龍宇一
- 覚明：渡辺いっけい
- 水先案内人（番組ナビゲーター）：佐々木蔵之介

スタッフ
- プロデューサー：山本和夫（ドラマデザイン社）、瀧川治水（BSジャパン）
- 脚本：李正姫
- 音楽：佐藤和郎（鎌倉街道）
- 監督：皆川智之
- 製作：ドラマデザイン社、BSジャパン
- 主題歌：スターダスト☆レビュー「おぼろづき」

### 左の腕

#### 1959年版
1959年3月7日にフジテレビ系列「東芝土曜劇場」（土曜20：00 - 21：00）の第1回作品として放送。
キャスト
- 宇野重吉
- 細川ちか子
- 信欣三
- 下元勉
- 大森義夫
- 清水将夫
- 芦田伸介

スタッフ
- 脚本：若杉光夫
- 演出：菅原卓

| フジテレビ系列 東芝土曜劇場 | フジテレビ系列 東芝土曜劇場 | フジテレビ系列 東芝土曜劇場 |
| 前番組                      | 番組名                      | 次番組                      |
| --------------------------- | --------------------------- | --------------------------- |
| （なし）                    | 左の腕 （1959年版）         | 驟雨                        |
| フジテレビ系列 土曜20時枠   |                             |                             |
| （開局前）                  | 左の腕 （1959年版）         | 驟雨                        |

#### 1961年版
1961年11月14日にTBS系列「日立ファミリーステージ」（火曜20：30 - 21：15）枠にて放送。
キャスト
- 大矢市次郎
- 磯部玉枝
- 若柳敏三郎
- 小林重四郎

#### 1966年版
1966年1月25日、関西テレビ制作・フジテレビ系列(FNS)の「松本清張シリーズ」枠（21:00-21:30）にて放映。
キャスト
- 島田正吾
- 園まり
- 清川新吾
- 南道郎

スタッフ
- 脚本：馬場当
- 監督：堀泰男
- 制作：関西テレビ

#### 2015年版
2015年5月12日にBSジャパン「松本清張ミステリー時代劇」の第4話として放送。
キャスト
- 飴売り・卯助：升毅
- 卯助の娘・おあき：宮武美桜
- 松葉屋の板前・銀次：鷲津秀人
- 松葉屋の女中頭・おみつ：森田亜紀
- 松葉屋の内儀・お政：山口いづみ
- 目明し・麻吉：津田寛治

スタッフ
- 脚本：水谷龍二（それ以外の主要スタッフ・水先案内人・主題歌は「流人騒ぎ」に同じ）

### 俺は知らない

#### 1961年版
1961年2月4日にTBS系列「グリーン劇場」（土曜20：00 - 20：45）の第18回として放送。
キャスト
- 金子信雄
- 丹阿弥谷津子
- 上田吉二郎
- 松本染升

#### 1962年版
1962年12月13日と14日にNHK「黒の組曲」（木・金22：15 - 22：45）枠にて前後編で放送。
キャスト
- 銀助：中谷一郎
- 弥平次：武藤英司
- 富永美沙子
- 宗吉：久米明

#### 1966年版
1966年2月8日、関西テレビ制作・フジテレビ系列(FNS)の「松本清張シリーズ」枠（21:00-21:30）にて放映。
キャスト
- 藤田まこと
- 夏目俊二
- 雪代敬子
- 益田喜頓

スタッフ
- 脚本：花登筐
- 監督：堀泰男
- 制作：関西テレビ

### 町の島帰り

#### 1962年版
1962年3月13日にTBS系列「日立ファミリーステージ」枠にて放送。
キャスト
- お時：淡島千景
- 千助：安井昌二
- 仁蔵：市川中車
- 北原文枝

スタッフ
- 脚本：木村重夫

#### 2015年版
2015年9月15日にBSジャパン「松本清張ミステリー時代劇」の第12話として放送。
キャスト
- 仁蔵：国広富之 （目明し）
- お時：野村佑香 （両国の茶屋の女中）
- 千助：ユキリョウイチ （無宿人）
- 熊吉：迫田孝也 （仁蔵の子分）

スタッフ
- 監督：副島宏司（それ以外の主要スタッフ・水先案内人・主題歌は「流人騒ぎ」に同じ）

### 赤猫

#### 1962年版
1962年12月27日と28日にNHK「黒の組曲」（木・金22：15 - 22：45）枠にて前後編で放送。
キャスト
- 露口茂
- 小林昭二
- 西章子
- 杉寛

#### 2015年版
2015年9月8日にBSジャパン「松本清張ミステリー時代劇」の第11話として放送。
キャスト
- 平吉：金子昇 （科人）
- 新八：ダンカン （科人）
- おえん：森田涼花 （おでん屋台の娘）
- お千世：小宮一葉 （茶屋「大和屋」の女）
- 粂助：西尾友樹 （小料理屋の常連客）
- おでん屋台の主人：下條アトム

スタッフ
- 脚本：篠原髙志
- 監督：森岡利行（それ以外の主要スタッフ・水先案内人・主題歌は「流人騒ぎ」に同じ）

### 雨と川の音

#### 1963年版
1963年2月21日と22日にNHK「黒の組曲」（木・金22：15 - 22：45）枠にて前後編で放送。
キャスト
- 与太郎：北村和夫
- 市助：高原駿雄
- お絹：里見京子
- 房吉：戸田皓久
- 伝六：小瀬格

#### 2015年版
2015年8月11日にBSジャパン「松本清張ミステリー時代劇」の第10話として放送。
キャスト
- 与太郎：鳥羽潤 （無宿人）
- 市助：松村雄基 （無宿人）
- 房吉：仁科貴 （駆け落ち中の男）
- 温泉宿「大門屋」の按摩：諏訪太朗
- 大門屋の内儀：尾高杏奈
- 久兵衛：栗原敏 （貸元）

スタッフ
- 監督：永江二朗（それ以外の主要スタッフ・水先案内人・主題歌は「流人騒ぎ」に同じ）

### 逃亡
2015年7月7日にBSジャパン「松本清張ミステリー時代劇」の第7話として放送。
キャスト
- 水替人足・吉助：阿部力
- 水替人足・新平：モト冬樹
- 久三の妻・お松：谷内里早
- 水替人足・与八：大迫一平
- 水替人足・宗七：深水三章
- 差配人・久三：井上純一

スタッフ
- 脚本：篠原高志
- 監督：永江二朗（それ以外の主要スタッフ・水先案内人・主題歌は「流人騒ぎ」に同じ）